# دیوید اسلید
دیوید اسلید (انگلیسی: David Slade؛ ۲۶ سپتامبر ۱۹۶۹) بازیگر و کارگردان فیلم اهل بریتانیا است. وی از سال ۱۹۹۴ میلادی تاکنون مشغول فعالیت بوده‌است. اسلید قبل از اینکه کارگردان سینما باشد، کارگردان تبلیغات و موزیک ویدیو بود و کارش را با کارگردانی یک آگهی تبلیغاتی برای بازی سایلنت هیل آغاز کرد.

## آثار کارگردانی
- شکلات سفت[۲] (۲۰۰۵)
- ۳۰ روز شب[۳] (۲۰۰۷)
- گرگ‌ومیش: خسوف[۴] (۲۰۱۰)
- کابوس سینما (۲۰۱۸)
- آینه سیاه: بندراسنچ (۲۰۱۸)
- محصول تاریکی (۲۰۲۳)